# راه کریسمس
راه کریسمس (به انگلیسی: El Camino Christmas) فیلمی محصول سال ۲۰۱۷ و به کارگردانی دیوید ای. تالبرت است. در این فیلم بازیگرانی همچون لوک گریمز، وینسنت دن آفریو، دکس شپارد، کرتوود اسمیت، مایکل مایلت، امیلیو ریورا، کیمبرلی کوئین، جسیکا آلبا، تیم آلن و جیمی او یانگ ایفای نقش کرده‌اند.